# Prolepsis pseudopluto
Prolepsis pseudopluto là một loài ruồi trong họ Asilidae. Prolepsis pseudopluto được Lamas miêu tả năm 1973. Loài này phân bố ở vùng Tân nhiệt đới.